# Simon Lindblom
Simon Lindblom, född 30 juli 2003 i Västerås, är en svensk professionell ishockeyspelare.
Från och med säsongen 2023/2024 spelar han för HC Dalen i Hockeyettan.